# Private Practice (2.ª temporada)
A segunda temporada de Private Practice estreou em 1 de outubro de 2008 e terminou em 30 de abril de 2009. A temporada consistiu em 22 episódios.

## Enredo
A primeira metade da segunda temporada tratou dos problemas financeiros da clínica. Naomi revela a Addison que eles estão em perigo de perder a clínica devido a dívidas não pagas, fazendo com que Addison diga a Sam. Isso, por sua vez, causa uma mudança na clínica, fazendo de Addison a nova chefe. A adição ao drama foi a competição de uma nova clínica, Pacific Wellcare. Essa, localizada no mesmo prédio de Oceanside Wellness, foi comandada por Charlotte causando tumulto para ela e Cooper.
Outro acontecimento nesta temporada é a dinâmica entre Sam e Naomi, que no final percebem que não podem mais ser amigos, assim como o profundo relacionamento romântico de Cooper e Charlotte. Addison estava romanticamente ligado a Kevin Nelson (interpretado por David Sutcliffe), um policial, mas depois percebeu que o relacionamento deles não estava indo a lugar nenhum. No final da temporada, Addison se apaixona pelo cirurgião cardiovascular Noah Barnes, que, como se vê, é casado e espera seu primeiro filho. As coisas ficam mais complicadas quando Addison percebe que a esposa de Noah é uma de suas pacientes. Archer Montgomery (Grant Show), o irmão playboy de Addison, também fez aparições esporádicas causando problemas para ela e Naomi. Archer foi tem tumor cerebral agressivo que mais tarde foi diagnosticado como parasitas. Addison procurou a ajuda profissional de seu ex-marido, Derek Shepherd (Patrick Dempsey). Depois que Derek salvou Archer com sucesso, Addison descobriu que ele estava de volta a seus velhos truques traindo Naomi.
Violet agitou alguns de seus próprios dramas quando começou a namorar Sheldon (Brian Benben), que trabalha para a Pacific Wellcare, e Pete. Durante a segunda metade da temporada, Violet fica grávida, embora ela não sabia quem era o pai de seu bebê. Além disso, Violet encontrou a si mesma e seu feto à mercê de um paciente psicótico empenhado em tomar o bebê de Violet por qualquer meio necessário nos momentos finais do final da temporada. Enquanto isso, Dell lutou com seus próprios problemas causados pelos hábitos de drogas de sua ex-namorada e pela luta pela custódia de sua filha Betsey. Alguns dos casos médicos que causaram agitação e tensão entre os médicos em Private Practice foram a questão do aborto, a mudança de sexo de um recém-nascido, a atividade sexual de uma criança de 12 anos, a mudança de embriões para duas futuras mães e um jovem casal que mais tarde descobriu que eram irmãos.

## Elenco e personagens
| - Kate Walsh como Addison Montgomery - Tim Daly como Peter Wilder - Audra McDonald como Naomi Bennett - Paul Adelstein como Cooper Freedman - KaDee Strickland como Charlotte King - Chris Lowell como William "Dell" Parker - Taye Diggs como Sam Bennett - Amy Brenneman como Violet Turner - Justin Chambers como Alex Karev - Chandra Wilson como Miranda Bailey - James Pickens Jr. como Richard Webber - Eric Dane como Mark Sloan - Patrick Dempsey como Derek Shepherd | - David Sutcliffe como Kevin Nelson - Geffri Maya como Maya Bennett - Brian Benben como Sheldon Wallace - Hailey Sole como Betsey Parker - Grant Show como Archer Montgomery - Jayne Brook como Meg Porter - Jay Harrington como Wyatt Lockhart - Sharon Leal como Sonya Nichols - Amanda Detmer como Morgan Barnes - Josh Hopkins como Noah Barnes - Agnes Bruckner como Heather Parker | - Andy Milder como Doug Adams - Sarah Drew como Judy - Sean Bridgers como Frank Dawson - Siena Goines como Claudia Jenkins - Joey Luthman como Evan Dawson - Amanda Foreman como Katie Kent - Idina Menzel como Lisa King - D.B. Woodside como Duncan - Max Burkholder como Ben King - James Morrison como William White - Robin Weigert como Amelia Sawyer - Tessa Thompson como Zoe Salter - Ming-Na como Kara Wei - Melinda Page Hamilton como Donna Keating - Amber Benson como Jill Avery - Patty McCormack como Cynthia - Jennifer Westfeldt como Jen Harmon - Ben Shenkman como Rob Harmon - Steven W. Bailey como Joe |

## Episódios
| N.º na série | N.º na temp. | Título                  | Dirigido por        | Escrito por                                            | Exibição original       | Audiência (milhões) |
| --- | ------------ | ----------------------- | ------------------- | ------------------------------------------------------ | ----------------------- | ------------------- |
| 10 | 1            | "A Family Thing"        | Mark Tinker         | Shonda Rhimes & Marti Noxon                            | 1 de outubro de 2008    | 8.16                |
| No Oceanside Wellness, amizades são testadas e segredos revelados quando Addison descobre que Naomi está escondendo os problemas financeiros da clínica. Enquanto isso, Violet se pergunta qual o segredo que Cooper está escondendo dela, enquanto o próprio Cooper tem que decidir se revela ou não um segredo médico a um paciente e que alguém deixe o emprego no Oceanside Wellness Group. |              |                         |                     |                                                        |                         |                     |
| 11 | 2            | "Equal and Opposite"    | Tom Verica          | Mike Ostrowski                                         | 8 de outubro de 2008    | 7.40                |
| Addison e Sam formam uma aquisição hostil a fim de tirar a clínica da falência, pois todos os médicos procuram clientes adicionais e novos fluxos de renda, enquanto a amizade de Violet com Cooper está à beira da extinção e um casal brigam pelo tratamento de fertilidade no Oceanside Wellness. |              |                         |                     |                                                        |                         |                     |
| 12 | 3            | "Nothing to Talk About" | Helen Shaver        | Ayanna A. Floyd                                        | 22 de outubro de 2008   | 7.98                |
| Charlotte tenta atrair Addison para o Hospital St. Ambrose com promessas de cirurgias, enquanto o relacionamento de Addison e Kevin esquenta. Enquanto isso, Sam questiona sua capacidade de salvar a Oceanside Wellness da ruína financeira, o paciente bombeiro de Pete sofre uma forma incomum de transtorno de estresse pós-traumático, e a paciente de Violet acha que seu filho pode tentar matá-la. |              |                         |                     |                                                        |                         |                     |
| 13 | 4            | "Past Tense"            | Michael Pressman    | Craig Turk                                             | 29 de outubro de 2008   | 7.93                |
| Uma eleição de escritório coloca Sam e Naomi um contra o outro para liderar a clínica, e termina com resultados surpreendentes, enquanto Addison trata uma jovem afegã que quer esconder seu passado, e a vida pessoal questionável de Cooper alcança seu perfil profissional. Addison quer que as coisas voltem do jeito que era antes da clínica ser quebrada, o que significa que antes que Sam e Naomi estivessem quebrados. Ela convoca os outros membros da clínica para ajudar a organizar uma votação sobre quem administra melhor a Oceanside. Naomi e sua abordagem suave, ou Sam e sua atmosfera de negócios. Ao discutir isso, uma mulher (Jayne Brook) entra e começa a beijar Pete, confundindo todos os envolvidos. Depois de cada um votam com Addison se abstendo depois de um discurso sobre o atendimento ao paciente. O resultado surpreendente é que depois de uma votação para Sam e Naomi, todos os outros votos são para Addison, que agora não tem ideia do que fazer. |              |                         |                     |                                                        |                         |                     |
| 14 | 5            | "Let It Go"             | Michael Zinberg     | Lauren Schmidt                                         | 5 de novembro de 2008   | 9.54                |
| Na tentativa de consertar os problemas financeiros da Oceanside Wellness, Addison coloca a clínica em perigo, como um bom amigo de Violet a coloca na terrível posição de quebrar a lei para ajudá-la, e Maya espera que seus pais, Sam e Naomi, reacendam seu relacionamento para sempre. |              |                         |                     |                                                        |                         |                     |
| 15 | 6            | "Serving Two Masters"   | Joanna Kerns        | Emily Halpern                                          | 19 de novembro de 2008  | 7.14                |
| Addison trata duas mulheres grávidas que inconscientemente compartilham o mesmo marido, uma visita de um paciente de Alzheimer e seu marido amoroso (Billy Dee Williams) obriga Sam e Naomi a olhar para o seu próprio relacionamento, Violet confronta Charlotte sobre seu relacionamento com Cooper e Dell revela uma mulher muito especial em sua vida para seus colegas de trabalho surpresos. |              |                         |                     |                                                        |                         |                     |
| 16 | 7            | "Tempting Faith"        | James Frawley       | Jon Cowan & Robert L. Rovner                           | 26 de novembro de 2008  | 6.33                |
| Addison recebe uma visita surpresa de seu irmão e colega cirurgião, Archer (Grant Show), e sua presença não só causa problemas para ela, mas também para Naomi e Sam. Enquanto isso, Meg volta para tentar fazer o trabalho com Pete, e uma paciente acusada de um crime malicioso provoca raiva e emoções, tanto para Violet quanto para Dell. |              |                         |                     |                                                        |                         |                     |
| 17 | 8            | "Crime and Punishment"  | Mark Tinker         | Shonda Rhimes                                          | 3 de dezembro de 2008   | 7.78                |
| Addison e Charlotte trabalham para salvar as vidas de uma mulher grávida em coma e seu filho não nascido; Meg enruga as penas quando começa a ver pacientes da Oceanside; e Violet procura o conselho de Kevin quando um paciente é suspeito de matar sua esposa. |              |                         |                     |                                                        |                         |                     |
| 18 | 9            | "Know When to Fold"     | Jeff Melman         | Elizabeth J. B. Klaviter                               | 10 de dezembro de 2008  | 6.86                |
| A clínica rival de Charlotte, Pacific Wellcare, abre suas portas e começa a competição com a Oceanside Wellness, enquanto Sam e Pete roubam um de seus clientes, um paciente favorito de Addison vai para um médico da Pacific Wellcare para uma segunda opinião, e Dell propõe a criação de um programa de adoção interna. |              |                         |                     |                                                        |                         |                     |
| 19 | 10           | "Worlds Apart"          | Bethany Rooney      | Steve Blackman                                         | 17 de dezembro de 2008  | 6.61                |
| A namorada de Pete, Meg, volta a Los Angeles e percebe que Pete e Violet estão consideravelmente mais próximos; Kevin (David Sutcliffe) questiona a direção em que ele e Addison estão se dirigindo; Cooper trata um jovem diabético com um passado misterioso; e Charlotte e sua equipe de médicos da Pacific Wellcare continuam a extrair clientes da Oceanside Wellness. |              |                         |                     |                                                        |                         |                     |
| 20 | 11           | "Contamination"         | Kate Woods          | Fred Einesman                                          | 8 de janeiro de 2009    | 8.98                |
| Um dos pacientes de Cooper contrai o sarampo e força a quarentena de todos na Oceanside Wellness, enquanto Naomi pressiona Addison a trabalhar com seu rival arrogante, Wyatt (Jay Harrington), em um caso de fertilidade; Enquanto isso, Violet e Pete se perguntam se o relacionamento de amigos com benefícios deve passar para o próximo nível, enquanto Dell luta pela custódia exclusiva de sua filha. |              |                         |                     |                                                        |                         |                     |
| 21 | 12           | "Homeward Bound"        | Mark Tinker         | Sal Calleros                                           | 15 de janeiro de 2009   | 8.49                |
| Enquanto Addison e Kevin lutam em seu relacionamento, ela se vê atraída por Wyatt, o arrogante médico da rival Pacific Wellcare, enquanto Violet procura uma maneira de manter relacionamentos tanto com Pete quanto com Sheldon (Brian Benben), e Cooper fica mais perto de Charlotte quando ela tem uma emergência familiar. |              |                         |                     |                                                        |                         |                     |
| 22 | 13           | "Nothing to Fear"       | Allison Liddi-Brown | Jon Cowan & Robert Rovner                              | 22 de janeiro de 2009   | 9.49                |
| Violet fica grávida, mas não sabe quem é o pai. Enquanto isso, Pete e Sam trabalham ajudando um homem que está morrendo de câncer. Addison é caçado pela culpa quando Kevin fica perguntando por que ela estava atrasada para voltar para casa. Após a morte de seu pai, Charlotte propõe casamento a Cooper. |              |                         |                     |                                                        |                         |                     |
| 23 | 14           | "Second Chances"        | James Frawley       | Craig Turk                                             | 29 de janeiro de 2009   | 7.74                |
| Archer causa problemas entre Addison e Naomi, depois que ele se muda para Los Angeles para trabalhar na Pacific Wellcare. Enquanto isso, Cooper tenta ajudar Violet a conversar com Pete e Sheldon sobre sua gravidez. |              |                         |                     |                                                        |                         |                     |
| 24 | 15           | "Acceptance"            | Steve Gomer         | Mike Ostrowski                                         | 5 de fevereiro de 2009  | 12.91               |
| Quando Archer sofre uma convulsão, Addison e Naomi procuram uma causa e uma cura. Eles até precisam chamar Derek para ajudar. Addison e Naomi saem para Seattle no leito de Archer. Enquanto isso, Violet diz a Sheldon e Pete sobre sua gravidez, enquanto Cooper fica para cuidar de um paciente abandonado de sete anos de idade. |              |                         |                     |                                                        |                         |                     |
| 25 | 16           | "Ex-Life"               | Mark Tinker         | Jon Cowan, Robert Rovner, Krista Vernoff & Debora Cahn | 12 de fevereiro de 2009 | 14.10               |
| Bailey (Chandra Wilson) e Naomi tentam descobrir por que Sam tem um ataque súbito de asma, enquanto Addison ajuda Derek (Patrick Dempsey) a salvar a vida de sua paciente grávida. Na Oceanside Wellness, Cooper, Violet e Pete trabalham juntos para tratar uma mãe que sofre de depressão pós-parto. Este episódio conclui um crossover com Grey's Anatomy que começa com "Before and After". Justin Chambers, Chandra Wilson, James Pickens, Jr., Eric Dane e Patrick Dempsey são apresentados como convidados especiais. |              |                         |                     |                                                        |                         |                     |
| 26 | 17           | "Wait and See"          | Michael Zinberg     | Steve Blackman                                         | 19 de fevereiro de 2009 | 11.16               |
| Archer e Naomi crescem romanticamente, enquanto Addison suspeita que seu irmão está de volta aos seus velhos hábitos. Enquanto isso, Dell, Addison e Naomi discutem acaloradamente os prós e contras da cirurgia de redesignação de sexo quando o filho recém-nascido de seus pacientes nasce com órgãos sexuais masculinos e femininos, e Violet e Sheldon resolvem alguns de seus problemas quando colideram um casal no grupo de terapia. |              |                         |                     |                                                        |                         |                     |
| 27 | 18           | "Finishing"             | Donna Deitch        | Shonda Rhimes                                          | 12 de março de 2009     | 8.80                |
| Addison é atraída por um colega no Hospital St. Ambrose, que acaba sendo mais do que ela esperava; Pete e Sheldon se unem para convencer Violet a fazer um teste de paternidade, mas ela resiste firmemente a seus esforços; e Naomi ajuda Sam a planejar atividades românticas com Sonya depois que ele acidentalmente a chama de "Naomi" na cama. |              |                         |                     |                                                        |                         |                     |
| 28 | 19           | "What Women Want"       | Mark Tinker         | Lauren Schmidt                                         | 19 de março de 2009     | 9.74                |
| Depois que Addison descobre que uma paciente grávida mentalmente desequilibrada perdeu seu bebê, Violet deve convencê-la de que o bebê morreu e que a cirurgia é necessária, enquanto Cooper deve dizer a um paciente de longa data que ele deve remover parte de sua mandíbula devido a um câncer de rápido crescimento. Enquanto isso, Dell lida com a ausência de sua filha depois que seu ex se muda para um novo emprego, e Sam e Addison encontram-se reprimindo seus sentimentos por duas pessoas muito inatingíveis. |              |                         |                     |                                                        |                         |                     |
| 29 | 20           | "Do the Right Thing"    | Eric Stoltz         | Craig Turk                                             | 26 de março de 2009     | 10.12               |
| Cooper luta com a mãe de um paciente, que está permitindo que sua filha de 12 anos seja sexualmente ativa. Enquanto isso, Pete começa a namorar a mãe divertida e extrovertida de seu paciente, causando um pouco de ciúmes em Violet; Sam tem que ficar no banco durante um julgamento de negligência por um colega, e Addison continua lutando contra seus sentimentos por um Noah muito persistente. |              |                         |                     |                                                        |                         |                     |
| 30 | 21           | "What You Do For Love"  | Tom Verica          | Ayanna A. Floyd                                        | 23 de abril de 2009     | 9.08                |
| Quando uma mulher grávida começa a mostrar sinais de complicações cardíacas, Addison a leva ao St. Ambrose, onde Noah está de prontidão para ajudar. Enquanto isso, na Oceanside Wellness, Sam percebe que Naomi frequentemente se esquiva da clínica, e sua indefinição faz com que ele repense sua amizade; O relacionamento de Pete com Lisa (Idina Menzel) se complica com a gravidez sempre presente de Violet; e Sheldon decide que é hora de tomar uma posição. |              |                         |                     |                                                        |                         |                     |
| 31 | 22           | "Yours, Mine and Ours"  | Michael Zinberg     | Jon Cowan & Robert Rovner                              | 30 de abril de 2009     | 9.70                |
| Violet escolhe entre Pete e Sheldon; Addison enfrenta seus sentimentos por Noah quando Morgan entra em trabalho de parto; Dell tem preocupações por sua filha quando Heather, drogada retorna à cidade; e Naomi deve decidir se é de seu interesse ficar na Oceanside Wellness ou começar de novo na Pacific Wellcare. Violet encontra a si mesma e seu feto à mercê de um paciente atingido pela dor. |              |                         |                     |                                                        |                         |                     |

## Audiência

### Estados Unidos
| №  | Episódio                | Exibição original       | Horário (EST)      | Rating | Share | 18-49 (Rating/Share) | Audiência (em milhões) | Posição semanal (№) |
| -- | ----------------------- | ----------------------- | ------------------ | ------ | ----- | -------------------- | ---------------------- | ------------------- |
| 1  | "A Family Thing"        | 1 de outubro de 2008    | Quarta-feira 21:00 | 5.5    | 8     | 3.3/8                | 8.16                   | TBA                 |
| 2  | "Equal and Opposite"    | 8 de outubro de 2008    | Quarta-feira 21:00 | 5.1    | 8     | 2.6/7                | 7.4                    | TBA                 |
| 3  | "Nothing to Talk About" | 22 de outubro de 2008   | Quarta-feira 21:00 | 5.5    | 8     | 3.0/8                | 7.98                   | 46                  |
| 4  | "Past Tense"            | 22 de outubro de 2008   | Quarta-feira 21:00 | 5.3    | 8     | 2.9/7                | 7.93                   | 52                  |
| 5  | "Let It Go"             | 5 de novembro de 2008   | Quarta-feira 21:00 | 6.2    | 9     | 3.2/8                | 9.54                   | 30                  |
| 6  | "Serving Two Masters"   | 19 de novembro de 2008  | Quarta-feira 21:00 | 5.0    | 8     | 2.4/6                | 7.14                   | 50                  |
| 7  | "Tempting Faith"        | 26 de novembro de 2008  | Quarta-feira 21:00 | 4.2    | 7     | 1.8/6                | 6.334                  | TBA                 |
| 8  | "Crime And Punishment"  | 3 de dezembro de 2008   | Quarta-feira 21:00 | 5.4    | 8     | 2.5/7                | 7.782                  | 46                  |
| 9  | "Know When To Fold"     | 10 de dezembro de 2008  | Quarta-feira 21:00 | 4.9    | 8     | 2.4/6                | 6.859                  | 44                  |
| 10 | "Worlds Apart"          | 17 de dezembro de 2008  | Quarta-feira 21:00 | 4.6    | 7     | 2.3/6                | 6.61                   | 37                  |
| 11 | "Contamination"         | 8 de janeiro de 2009    | Quinta-feira 22:00 | 6.0    | 10    | 3.3/8                | 8.977                  | 29                  |
| 12 | "Homeward Bound"        | 15 de janeiro de 2009   | Quinta-feira 22:00 | 5.8    | 9     | 3.3/8                | 8.494                  | TBA                 |
| 13 | "Nothing to Fear"       | 22 de janeiro de 2009   | Quinta-feira 22:00 | 6.3    | 11    | 3.6/10               | 9.487                  | 19                  |
| 14 | "Second Chances"        | 29 de janeiro de 2009   | Quinta-feira 22:00 | 5.4    | 9     | 2.8/8                | 7.735                  | 32                  |
| 15 | "Acceptance"            | 5 de fevereiro de 2009  | Quinta-feira 22:00 | 8.3    | 14    | 5.3/14               | 12.91                  | 13                  |
| 16 | "Ex-Life"               | 12 de fevereiro de 2009 | Quinta-feira 22:00 | 8.9    | 15    | 5.7/15               | 14.097                 | 4                   |
| 17 | "Wait and See"          | 19 de fevereiro de 2009 | Quinta-feira 22:00 | 7.3    | 12    | 4.4/12               | 11.157                 | 17                  |
| 18 | "Finishing"             | 12 de março de 2009     | Quinta-feira 22:00 | 5.9    | 10    | 3.3/9                | 8.804                  | TBA                 |
| 19 | "What Women Want"       | 19 de março de 2009     | Quinta-feira 22:00 | 6.8    | 12    | 3.5/9                | 9.736                  | 19                  |
| 20 | "Do the Right Thing"    | 26 de março de 2009     | Quinta-feira 22:00 | 6.8    | 11    | 3.6/10               | 10.123                 | 18                  |
| 21 | "What You Do For Love"  | 23 de abril de 2009     | Quinta-feira 22:00 | 6.2    | 11    | 3.3/9                | 9.084                  | 25                  |
| 22 | "Yours, Mine and Ours"  | 30 de abril de 2009     | Quinta-feira 22:00 | 6.7    | 11    | 3.5/10               | 9.702                  | 26                  |

## Lançamentos em DVD
| Private Practice: The Complete Second Season                                                                                        | | | | | |
| Detalhes do conjunto | Detalhes do conjunto | Detalhes do conjunto | Características especiais | Características especiais | Características especiais |
| - 22 episódios (2 episódios prolongados) - Conjunto de seis discos - Em inglês (Dolby Digital 5.1 Surround) - Comentários em áudios | - 22 episódios (2 episódios prolongados) - Conjunto de seis discos - Em inglês (Dolby Digital 5.1 Surround) - Comentários em áudios | - 22 episódios (2 episódios prolongados) - Conjunto de seis discos - Em inglês (Dolby Digital 5.1 Surround) - Comentários em áudios | - Episódios prolongados - Cenas deletadas e erros de gravação - Confidencialidade do Paciente: Examinando a 2.ª Temporada - A Vida Através da Lente: As Imagens de Chris Lowell | - Episódios prolongados - Cenas deletadas e erros de gravação - Confidencialidade do Paciente: Examinando a 2.ª Temporada - A Vida Através da Lente: As Imagens de Chris Lowell | - Episódios prolongados - Cenas deletadas e erros de gravação - Confidencialidade do Paciente: Examinando a 2.ª Temporada - A Vida Através da Lente: As Imagens de Chris Lowell |
| Datas dos lançamentos | | | | | |
| Região 1 | Região 1 | Região 1 | Região 2 | Região 2 | Região 2 |
| 15 de setembro de 2009 | 15 de setembro de 2009 | 15 de setembro de 2009 | 1 de março de 2010 | 1 de março de 2010 | 1 de março de 2010 |